# Джошуа Логън
Джошуа Локууд Логън III (на английски: Joshua Lockwood Logan III) е американски драматург, режисьор и сценарист.

## Биография
Той е роден на 5 октомври 1908 година в Тексаркена, Тексас. Учи известно време в Принстънския университет, но прекъсва следването си, след като получава стипендия, за да се обучава при Константин Станиславски в Москва. В началото на 30-те години започва работа като актьор, но малко по-късно се заема с режисура в театъра, като пише и свои пиеси. През 1950 година получава награда Пулицър за драматургия като съавтор на пиесата „South Pacific“ От средата на 50-те години режисира и кинофилми, като за „Пикник“ („Picnic“, 1955) и „Сайонара“ („Sayonara“, 1957) е номиниран за Оскар за режисура, а „Фани“ („Fanny“, 1961) е номиниран за Оскар за най-добър филм. За първия от тези филми получава Златен глобус за режисура.
Джошуа Логън умира на 12 юли 1988 година в Ню Йорк.